# Alban von England

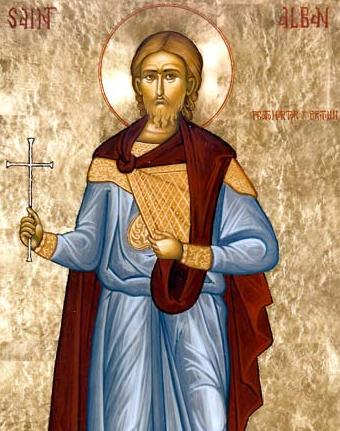
Ikone mit dem Bild des heiligen Alban

Der heilige Alban von England war der erste christliche Märtyrer in Britannien. Er wird von der katholischen, der orthodoxen und der anglikanischen Kirche verehrt. Sein Gedenktag ist der 22. Juni. Zum ersten Mal wird er um das Jahr 480 bei Constantius in dessen Leben des heiligen Germanus von Auxerre schriftlich erwähnt.

## Leben
Gemäß Bedas Historia ecclesiastica gentis Anglorum I.vii und xviii, war Alban ein zum Christentum übergetretener Heide, der bei der römischen Siedlung Verulamium, dem heutigen St Albans, lebte und auf einem Hügel oberhalb derselben wegen seines Glaubens enthauptet wurde. In der Nähe dieses Hügels wurden später die Abtei St Albans und die St.-Albans-Kathedrale gegründet.

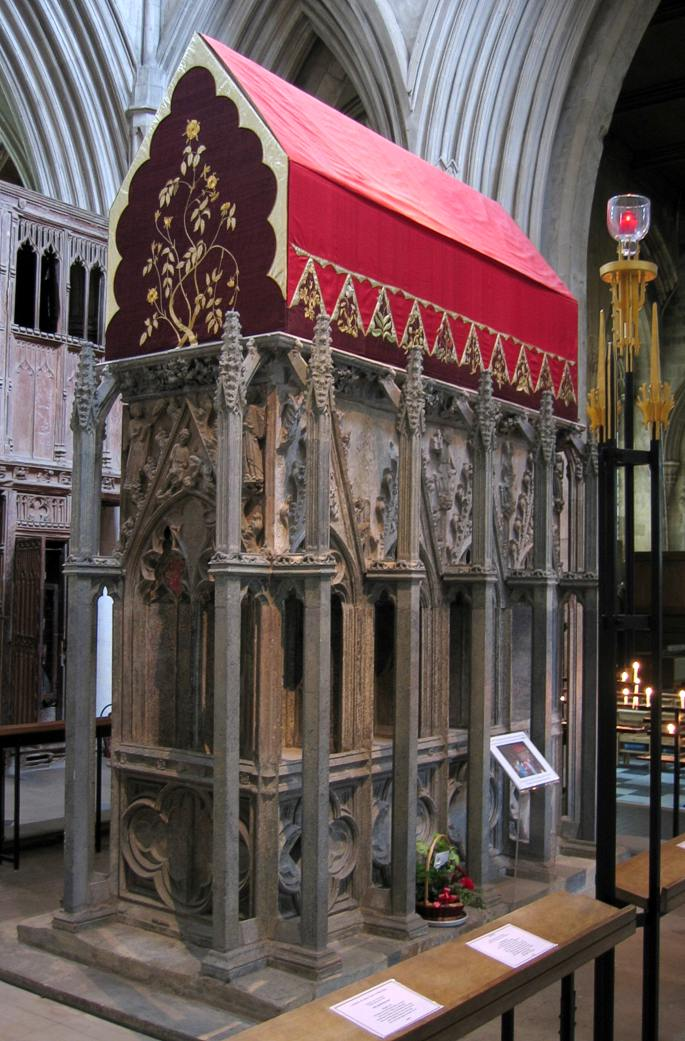
Der Schrein des heiligen Alban in der St. Albans Cathedral in St Albans

Beda sagt über den Zeitpunkt der Hinrichtung Albans: „Als die grausamen Imperatoren ihre ersten Edikte gegen die Christen erließen“, mit anderen Worten zur Zeit der Christenverfolgung im Römischen Reich, einige Zeit vor der Beendigung der Christenverfolgungen durch Kaiser Konstantin I. im Jahre 314.
Alban gewährte einem christlichen Priester namens Amphibilus Unterschlupf, als dieser auf der Flucht vor der römischen Autorität war. Dieser bekehrte und taufte ihn. Während sich der Priester noch in Albans Haus aufhielt, drangen römische Soldaten auf der Suche nach dem Priester dort ein. Alban tauschte daraufhin sein Gewand mit dem Priester und wurde so an dessen Stelle verhaftet. Dem römischen Magistrat vorgeführt, stand Alban offen zu seiner neuen christlichen Überzeugung, wurde deshalb zum Tode verurteilt und kurz darauf hingerichtet.
Es existieren Hinweise, dass Alban bereits im 6. Jahrhundert verehrt wurde. Beda zitiert eine Zeile aus den Carmina des Venantius Fortunatus wie folgt: Albanum egregium faecunda Britannia profert (Carmina, VII, iii, 155, zu deutsch etwa „Ein fruchtbringendes Britannien rühmt Albans Namen“).

## Legenden
Beda überliefert außerdem einige Legenden, die sich um Albans Hinrichtung ranken: Auf dem Weg zur Hinrichtung musste Alban einen Fluss überqueren. Da aber die Brücke voller Menschen stand, soll er dem Wasser des Flusses befohlen haben, sich zu teilen, woraufhin er trockenen Fußes zum anderen Ufer gelangte. Der Henker sei so von Albans Glauben beeindruckt worden, dass dieser auf der Stelle ebenfalls zum Christentum übertrat und sich weigerte ihn zu töten. Ein weiterer Henker wurde beauftragt. Diesem sollen nach der Hinrichtung die Augen aus dem Kopf gefallen sein. Der erste Henker wurde ebenfalls hingerichtet und wurde somit zum zweiten Märtyrer Britanniens.

## Verehrung
Einige Bräuche in der Verehrung des heiligen Alban stammen ursprünglich von Alban von Mainz, der als Märtyrer in Mainz starb, aber auf Grund der Namensgleichheit im englischsprachigen Raum häufig mit diesem verwechselt wird.
Häufig wird Alban seinen eigenen Kopf in der Hand tragend dargestellt, da er geköpft wurde. So z. B. auf dem Wappen von Matrei in Osttirol, obwohl der Ortspatron eigentlich Alban von Mainz ist.
St. Alban ist unter anderem einer der drei Stadtheiligen der Stadt Winterthur, nach ihm wurde dort auch das größte jährlich stattfindende Altstadtfest Europas, das Albanifest benannt.
2017 nahm die Russisch-Orthodoxe Kirche Alban in ihren Heiligenkalender auf.